# 水崇爱高速公路
水口－崇左－爱店高速公路，简称水崇爱高速，广西壮族自治区高速公路命名编号为S62，全长132.574公里，起于崇左市龙州县水口鎮，终于崇左市宁明县爱店口岸。部分路段仍在施工當中。

## 分段介紹

### 水口至崇左段
起于崇左市龙州县水口鎮，终于崇左市宁明县亭亮鄉，2019年12月9日通车。

### 崇左至爱店段
起于崇左市宁明县亭亮鄉，终于崇左市宁明县爱店口岸，路段仍在施工當中，預計2023年通车。